# El Emir Abdelkader
El Emir Abdelkader (în arabă الأمير عبد القادر) este o comună din provincia Aïn Témouchent, Algeria.
Populația comunei este de 4.554 de locuitori (2010).